# Église de la Nativité-de-Notre-Dame de Semons
L'église de la Nativité-de-Notre-Dame est l'église du village de Semons (à 2 kilomètres au nord-est de  Condrieu) qui dépend de la commune de Tupin-et-Semons dans le département du Rhône. Elle est dédiée à la Nativité de la Vierge et elle fait partie de la paroisse Bienheureux Frédéric Ozanam au Pays de Condrieu de l'archidiocèse de Lyon.

## Histoire et description
Une église à une nef et trois absidioles est mentionnée en 1699 à cet endroit en surplomb de la vallée du Rhône par les actes paroissiaux. La date officielle de la construction du clocher de cette église, comme indiquée sur sa plaque de fondation, est 1716. Il semble que ce soit le clocher et le presbytère qui aient été construits à cette date.
La statue de la Vierge, dans la niche à fronton au dessus du porche, qui tient l'Enfant Jésus sur la main gauche, est attribuée à Coysevox (classée aux monuments historiques). Les vitraux datant de 1934 sont de Pierre Campagne,. La statue d'autel en bois polychrome de la Vierge à l'Enfant date du XVIe siècle. Un bas-relief sur les fonts baptismaux du milieu du XVIIIe siècle montre le baptême de Jésus.
Il était d'usage au XVIIIe siècle que les bateliers saluent d'un Avé Maria lorsqu'ils passaient sur le fleuve en apercevant l'église en surplomb.